# Pentapeptide

Ein lineares Pentapeptid (wie zum Beispiel β-Ala-Trp-Met-Asp-Phe) mit grün markiertem N-terminalen β-Aminosäure-Rest (im Beispiel: β-Alanin) und blau markiertem C-terminalen α-Aminosäure-Rest (im Beispiel: L-Phenylalanin).

Pentagastrin – ein lineares Pentapeptid (β-Ala-Trp-Met-Asp-Phe) mit einer rot markiertem BOC-Gruppe am N-terminalen β-Aminosäure-Rest.

Ein Pentapeptid ist ein Peptid aus der Gruppe der Oligopeptide. Es ist aufgebaut aus fünf Aminosäuren, die über Peptidbindungen miteinander verknüpft sind.

## Aufbau
Man unterscheidet zwischen linearen Pentapeptiden (enthalten vier Peptidbindungen) und cyclischen Pentapeptiden. Bei den cyclischen Pentapeptiden beruht die Cyclisierung auf einer fünften Peptidbindung oder einer anderen intramolekularen kovalenten Bindung.

## Beispiele
- Pentagastrin wird klinisch für die Diagnostik der Magensekretion verwendet.[1]
- Enterostatin aus dem Darm ist am Sättigungsgefühl beteiligt.
- Opiorphin ist ein Endorphin.
- Enkephaline sind eine weitere Klasse der endogenen Opioide neben den Endorphinen und den Dynorphinen.
- Cilengitid ist ein potenzieller Hemmer der Neubildung von Blutgefäßen, der zur Behandlung von Tumoren entwickelt wird.